# Септембарски програм
Септембарски програм био је план који је изнео немачки канцелар Теобалд фон Бетман Холвег 9. септембра, пет недеља након почетка Првог светског рата. У њему су прецизирани немачки ратни циљеви и мировни услови које ће Немачка понудити силама Антанте. 
У време изношења овог програма Немачка је потискивала силе Антанте на свим фронтовима: на Западном фронту је побеђивала у Граничним биткама а на Источном је однела победу у бици код Таненберга. Немачко руководство је очекивало брзу победу. Ипак, Прва битка на Марни обесмислила је ове немачке планове јер је Француска успела да заустави напредовање немачке војске. 